# آق‌قیه
آق‌قایه (به لاتین: Ak-Kyya) یک منطقهٔ مسکونی در قرقیزستان است که در شهرستان قره‌کولجه واقع شده‌است. آق‌قایه ۲٬۸۲۶ نفر جمعیت دارد.